# Neopachystola fuliginosa
Neopachystola fuliginosa är en skalbaggsart som först beskrevs av Louis Alexandre Auguste Chevrolat 1858.  Neopachystola fuliginosa ingår i släktet Neopachystola och familjen långhorningar.
Artens utbredningsområde är:
- Nigeria.
- Senegal.

Inga underarter finns listade i Catalogue of Life.